# Devotion (videojuego)
Devotion es un videojuego de terror en primera persona creado y desarrollado por la compañía taiwanesa Red Candle Games para Steam. La historia se desarrolla en Taiwán en la década de 1980, y la mayoría del juego ocurre en un complejo de apartamentos en Taipéi. El juego también incorpora elementos basados en la cultura taiwanesa y la religión popular. Fue lanzado el 19 de febrero de 2019, pero fue eliminado de Steam una semana después debido a la controversia generada por varios aspectos artísticos del juego que ofendieron a la comunidad china.

## Sinopsis
Los jugadores, en su mayor parte, controlan al problemático guionista Du Feng Yu a través de un complejo de apartamentos en Taipéi con habitaciones que representan varios años en la vida de la familia Du durante la década de 1980. La familia está compuesta por Feng Yu; su esposa Gong Li Fang, una cantante retirada; y su hija Du Mei Shin, una aspirante a cantante infantil. La carrera de guionista de Feng Yu se ha estancado mientras Mei Shin comienza a mostrar signos de una misteriosa enfermedad. A medida que la situación financiera de la familia se deteriora, el matrimonio tiene frecuentes discusiones relativas a su propio futuro.
En medio de las disputas domésticas, Mei Shin participa en un concurso de canto popular, buscando complacer a sus padres convirtiéndose en una cantante de éxito. Su interpretación es la canción más icónica de su madre, Lady of the Pier. Aunque consigue avanzar de ronda, la condición física de la joven empeora hasta el punto de que no puede cantar. A pesar de la sugerencia de un médico de que la familia busque atención psiquiátrica para la enfermedad de Mei Shin, Feng Yu comienza a seguir las enseñanzas del líder de culto Mentor Heuh con respecto a la deidad popular Cigu Guanyin, quien supuestamente podría ayudar a curar a su hija y a su carrera como cantante. Cuando Feng Yu se obsesiona cada vez más con Mentor Heuh,, Li Fang intenta convencer a su esposo de que abandone su obsesión, pero Feng Yu la acusa de estar poseída por espíritus malignos. Al darse cuenta de que su esposo no la escuchará, Li Fang finalmente deja a la familia.
Al ver la espiral descendente de su familia, Mei Shin le pide a su padre que la ayude a doblar tulipanes de origami, creyendo que se curará cuando se haya doblado lo suficiente para llenar su habitación. En cambio, como lo instruyó Mentor Heuh después de una sesión espiritista, Feng Yu realiza un ritual oscuro sumergiendo a su hija en una bañera llena de vino de arroz y con bandas de krait y encerrándola en el baño durante siete días, lo que supuestamente le causa la muerte. Una escena posterior a los créditos muestra a Feng Yu sentado solo en su departamento viendo el ruido blanco de la televisión.

## Desarrollo
Devotion se inspiró de otros juegos atmosféricos en primera persona como P.T., What Remains of Edith Finch o Layers of Fear. Los desarrolladores del juego expresaron su deseo de hacer un juego atmosférico que fuera familiar para los jugadores taiwaneses, explicando que la cultura de Taiwán rara vez se exhibe en los videojuegos. En sus etapas de planificación, Devotion no se visualizó como un juego 3D en primera persona, pero las discusiones posteriores dirigieron el juego en esa dirección para hacer realidad la visión del productor Doy Chiang. Como resultado, el equipo de desarrollo, que consta de 12 personas, tuvo que aprender el motor del juego Unity.

## Recepción de la crítica
Varios críticos hicieron comparaciones favorables de Devotion con P.T. y Gone Home, ambos juegos de exploración en primera persona que subvierten la sensación de seguridad en el hogar. David Jagneaux de IGN le dio al videojuego una puntuación de 8,2 sobre 10, elogiándolo como "un fantástico juego de terror psicológico que es corto, conciso y con buen ritmo de principio a fin". A pesar de la "maravillosa narración ambiental", Jagneaux sintió que la jugabilidad era "relativamente poco impresionante y aburrida". Richard Wakeling, de GameSpot, destacó la atención al detalle de Red Candle Game que "establece y refuerza efectivamente la desconcertante sensación de familiaridad de Devotion". Michelle Brohier, de Stuff Malaysia, elogió las referencias del juego a la cultura del este asiático en la tradición y el horror, pero comentó que su epílogo no tuvo mucho impacto después de su construcción cautivadora.

## Incidente artístico y retirada
El 21 de febrero, los jugadores descubrieron un fulu, un talismán chino, que decoraba una de las paredes del juego y que contenía la frase en caracteres chinos 習近平小熊維尼, lo que en español quedaba traducido como "Xi Jinping, Winnie the Pooh", haciendo referencia a un reciente fenómeno de Internet por el que se comparaba al máximo mandatario chino con el personaje de Disney. En el mismo talismán habían aparecido las palabras transcritas "ní ma bā qì" (呢 嘛 叭 唭), que suena similar a "nǐ mā bā qī" (你 媽 八七) en mandarín, y que podían relacionarse, siguiendo una traducción simple con "tu madre es (una) imbécil)".Tomados en conjunto, esto fue interpretado por los jugadores chinos como un insulto al líder del país. Como resultado, Devotion fue fuertemente criticado por los jugadores chinos en Steam, y el juego pasó de tener críticas "abrumadoramente positivas" en general a ser "mayormente negativo". Red Candle Games respondió remendando el material de arte ofensivo, reemplazándolo con un talismán que decía "Feliz año nuevo" (恭 賀新禧), explicando que el talismán original era un marcador de posición que se suponía que debía ser reemplazado, y se disculpó por la supervisión. Sin embargo, otros aspectos del juego fueron analizados como insultos a China, lo que llevó a que el juego fuera eliminado de Steam en el país asiático el 23 de febrero. Los editores Indievent y Winking Skywalker cortaron sus lazos con Red Candle Games, y la productora acusó varias pérdidas económicas como resultado de la controversia. El 25 de febrero, Red Candle eliminó el juego de Steam a nivel mundial para solucionar problemas técnicos, así como para confirmar que no quedan otros mensajes ocultos.
El vice primer ministro de Taiwán, Chen Chi-mai, salió en defensa del juego y del polémico easter egg. "Solo en los países con democracia y libertad puede la creación estar libre de restricciones", expresó. La cuenta de Sina Weibo de Red Candle permaneció bloqueada, y los censores chinos ocultaron las publicaciones que contenían el hashtag #Devotion, que tenía cientos de millones de visitas antes de la controversia. El episodio generó una honda preocupación sobre el futuro de la plataforma Steam en China, que no obtuvo la aprobación oficial para operar allí, pero continuó siendo accesible con hasta 30 millones de usuarios de China.
En julio de 2019, el gobierno chino revocó la licencia de Indievent. La declaración oficial del gobierno declaró que la acción se debía a la violación de las leyes pertinentes. Red Candle Games lanzó una disculpa más adelante indicando que no tienen planes de relanzar Devotion a corto plazo para "evitar conceptos erróneos innecesarios", pero reconsideraría relanzar el juego en el futuro si "el público estaría dispuesto a ver este juego racionalmente".